# Paul Diehl
Paul Heinrich Diehl (* 10. Januar 1886 in München; † 3. Januar 1976 in Gräfelfing) war ein deutscher Gymnasiallehrer, Filmproduzent, Filmregisseur und Autor. Politisch engagierte er sich in der von Silvio Gesell begründeten Freiwirtschaftsbewegung und in der Christlich-Sozialen Union (CSU). Von 1948 bis 1960 war er Bürgermeister der Gemeinde Gräfelfing.

## Leben
Paul Heinrich Diehl war der leibliche Sohn des Kunstmalers Adolf Wentzel (1854–1928) und dessen Ehefrau Auguste, geborene Eberhardt (1868–1946). Aus der Verbindung ging ein zweiter Sohn hervor, der spätere Kunstmaler Ernst Robert Diehl (* 1887). Nach 1887 ließ sich das Ehepaar Wentzel scheiden. Auguste heiratete den Kunstmaler Ferdinand Diehl (1856–1927). Ihre beiden Söhne aus erster Ehe erhielten den Namen des Stiefvaters. Aus dieser Verbindung gingen fünf Kinder hervor, unter ihnen die Brüder Ferdinand (1901–1992) und Hermann (1906–1983), mit denen Paul Heinrich später die Gräfelfinger Firma Gebrüder Diehl-Filmproduktion gründete. Während die beiden genannten Brüder künstlerische Berufe wählten, absolvierte Paul Diehl verschiedene geisteswissenschaftliche Studiengänge und wurde schließlich Gymnasiallehrer.

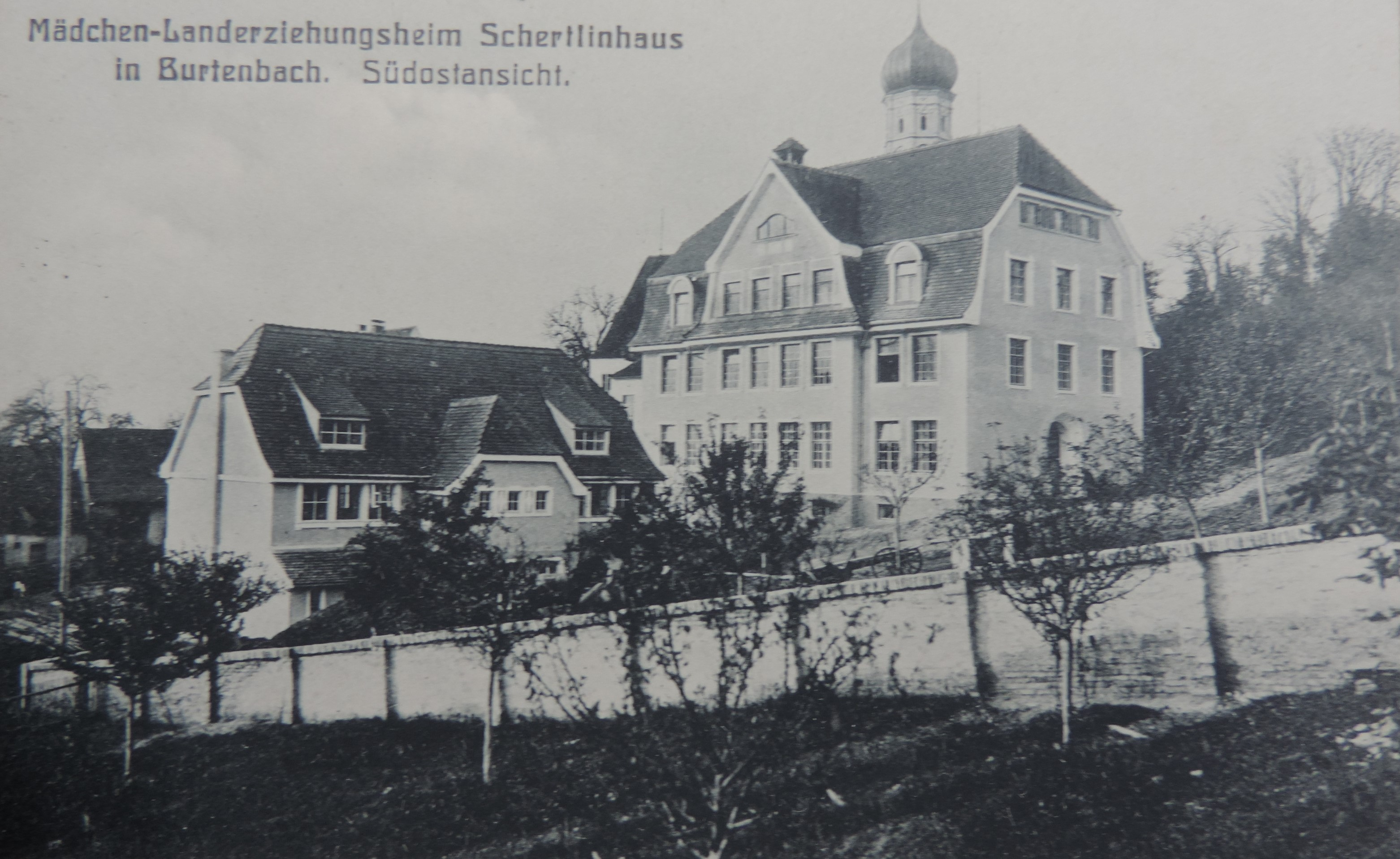
Schertlinhaus – Landerziehungsheim für Mädchen

Er besuchte das Realgymnasium in München, das heutige Oskar-von-Miller-Gymnasium, und studierte an der Ludwig-Maximilians-Universität die Fächer deutsche Philologie, Geschichte und Geographie und legte 1911 das Erste Staatsexamen für Lehramt ab. Die pädagogische Phase des Studiums leistete er an der Königlichen Luitpold-Kreisrealschule, dem heutigen Luitpold-Gymnasium, und wurde 1912 Lehrer an der privaten, von der evangelischen Kirche geprägten, Höheren Mädchenschule Pasing, in deren Gebäude sich heute die Grundschule an der Oselstraße befindet. 1913 wechselte er an das pädagogisch führende Landerziehungsheim für Mädchen „Schertlinhaus“ in Burtenbach, Landkreis Günzburg. Währenddessen arbeitete er an seiner Doktorarbeit und wurde 1914 zum Thema Die Dramen des Thomas Naogeorgus in ihrem Verhältnis zur Bibel und zu Luther bei Franz Muncker promoviert.
Paul Diehl war verheiratet mit Elisabeth Sessig (1891–1966), Tochter des Kunstmalers Franz Carl Sessig (1854–1914). Aus der Ehe gingen zwei Kinder hervor: Eleonore (1922–2002) und Bruno (1923–2006).

### Pädagoge
Nach Ende des I. Weltkriegs unterrichtete Diehl zunächst an einem Gymnasium in Kaiserslautern. Zu seinen Schülern gehörte unter anderem Otto Lautenbach, mit dem er nach dem II. Weltkrieg politisch eng zusammenarbeitete. Ab 1925 übernahm er die Stelle eines Gymnasialprofessors an einer Höheren Schule in München. Zu seinen Kollegen gehörte Ernst Winkler, der spätere Mitbegründer der Aktionsgemeinschaft Soziale Marktwirtschaft. Diehl blieb Lehrer bis zum Eintritt in den Ruhestand im Jahr 1951.
In pädagogischen Fachkreisen erhielt Diehls 1959 erschienenes Buch Der Weg zur Form Anerkennung. Anhand von rund 220 Zeichnungen, die sein Bruder Hermann zwischen seinem 2. und 17. Lebensjahr angefertigt hatte, stellte er in dieser Veröffentlichung die künstlerische Entwicklung eines Kindes beziehungsweise eines Jugendlichen dar.

### Freiwirt

Wahlvorschlag des Freiwirtschaftbundes anlässlich der Reichstagswahl Dezember 1924

Historisches FFF-Logo des Freiwirtschaftsbundes

In den 1920er Jahren stieß Paul Diehl zur Freiwirtschaftsbewegung des deutsch-argentinischen Finanztheoretikers Silvio Gesell (1862–1930). In seiner ersten politischen Veröffentlichung, die 1927 erschien, setzte er sich kritisch mit Alfred Lansburghs Briefen eines Bankdirektors an seinen Sohn auseinander. In Diehls Schrift beantwortet der Sohn die Briefe seines Vaters und zeigt sich dabei als überzeugter Anhänger der Anschauungen Gesells.
Bei der Reichstagswahl Dezember 1924 kandidierte Paul Diehl gemeinsam mit Bertha Heimberg, Benedikt Uhlemayr und anderen auf der Vorschlagsliste des Freiwirtschaftsbundes FFF (Freiland, Freigeld, Festwährung). In der zweiten Hälfte der 1920er Jahre schloss er sich dem Freiwirtschaftsbund an und wurde Mitglied des Bundesvorstandes. 1931 erschien im Nürnberger Rudolf-Zitzmann Verlag eine weitere Schrift, mit der er die nationalsozialistische Ideologie wegen ihrer wirtschaftlichen und politischen Vorstellungen scharf attackierte. Er schrieb darin unter anderem, die Politik der Nazis führe „zu einem Polizeistaat schlimmster Sorte“. In seinem erschienenen Buch über Hitlers Mein Kampf schrieb der Historiker Othmar Plöckinger unter Berufung auf die erwähnte Diehl-Schrift:

„(…) nicht zuletzt lehnte Diehl auch Hitlers Antisemitismus entschieden ab und verwies – was selten genug in dieser Zeit vorkam – auf die notwendige ‚historische Betrachtungsweise‘ [Zitat Diehl], dass der Deutsche und mit ihm andere christliche Völker den Juden in seine heutige Stellung gedrängt habe.“

Nach der Machtergreifung geriet Paul Diehl deshalb ins Visier der Gestapo, die unter anderem eine Hausdurchsuchung bei ihm durchführte und die Beschlagnahme aller einschlägigen Schriften veranlasste. Sie setzte ihn – wie etliche seiner Gesinnungsfreunde auch – auf eine Liste zu internierender Personen. Darin fand sich die Bemerkung: „Diehl ist ein gefährlicher Feind des Nationalsozialismus und muß strengstens bestraft werden.“ Diehl hatte jedoch Glück: Ein Polizeibeamter, auch Anhänger der Freiwirtschaft, war mit der Registratur von Akten in der Justizbehörde betraut und ließ die Akte Paul Diehls verschwinden, bevor sie registriert war. Da der Freiwirtschaftsbund von den Nazibehörden auch verboten worden war, verlegte sich Paul Diehl auf die Pflege geheimer Kontakte zu anderen Anhängern der Freiwirtschaftslehre. Nach dem Münchner Abkommen Ende September 1938 gründeten Diehl, Otto Lautenbach, Karl Walker und Franz Hochstetter trotz des erlassenen Verbotes der Freiwirtschaftsbewegung den informellen Freiwirtschaftlichen Arbeitskreis (FAK). Man kam hier „Unregelmäßig, aber kontinuierlich“ zusammen. Die drei Letztgenannten entwickelten im Rahmen dieses Kreises 1943/44 ein Sofortprogramm zur finanziellen und wirtschaftlichen Überwindung der Kriegsfolgen, das im Sommer 1944 auf einer Tagung des FAK angenommen und zum Beschluss erhoben wurde.
Nach dem Zweiten Weltkrieg gehörte Paul Diehl 1946 zu den Gründungsmitgliedern des Freiwirtschaftsbunds (FWB), in dem er über viele Jahre leitende Positionen bekleidete und für den er mehrere Schriften verfasste; darunter Deutschland ist tot, es lebe Deutschland (1947), Unserer Jugend eine freie Zukunft (1947) und Planwirtschaft – die Sklaverei des 20. Jahrhunderts (1948). Besonders verbunden war er dem freiwirtschaftlich orientierten Seminar für freiheitliche Ordnung in Bad Boll und der von ihm herausgegebenen Schriftenreihe Fragen der Freiheit.

### Kommunalpolitiker

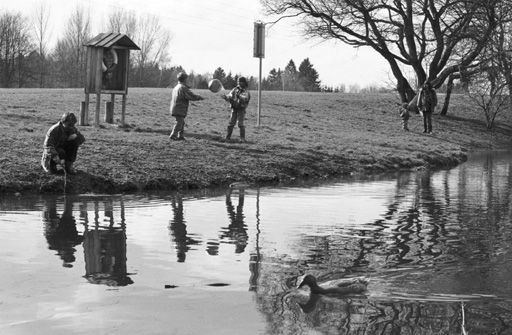
Paul-Diehl-Park in Gräfelfing

Bereits vor der sogenannten Machtübernahme war Paul Diehl Bürgermeister der Gemeinde Gräfelfing. In dieser Funktion kaufte er innerhalb Gräfelfings zwischen 1929 und 1933 über eine Million Quadratmeter Boden auf, um es anschließend für unterschiedliche Nutzungen zu verpachten. Dahinter steckte der Versuch, eine im Ansatz freiwirtschaftliche Bodenreform auf lokaler Ebene durchzuführen. Als 1933 die Nationalsozialisten die Macht übernahmen, wurde Diehl seines Amtes enthoben und durch das NSDAP-Mitglied Otto Freiherr von Stengel ersetzt. Nachdem er 1945 von den Amerikanern wieder in sein früheres Amt eingesetzt worden war, stellte er fest, dass sich nur noch gut 43.000 m² des aufgekauften Landes im Besitz der Gemeinde befanden. Bei Untersuchungen stellte sich heraus, dass die Nationalsozialisten den größten Teil der kommunalen Grundstücke „privat versilbert“ hatten. Auf dem noch vorhandene Grundbesitz konnten in den Nachkriegsjahren immerhin noch 41 Häuser für Flüchtlingsfamilien errichtet werden.
Diehl engagierte sich auch weiterhin in der Gräfelfinger Kommunalpolitik und wurde 1946 zunächst auf Vorschlag der CSU-Fraktion zum Zweiten und 1948 zum Ersten Bürgermeister der Gemeinde gewählt. In seine Amtszeit fiel die von ihm initiierte Gründung einer Wohnungsbaugenossenschaft, die bis heute existiert. In einer Gemeinderatssitzung 1949 schilderte Diehl die katastrophale Wohnungsnot. Neben ausgebombten Münchnern suchten viele Heimatvertriebene und Umsiedler in Gräfelfing Unterkunft. Diehls Idee war, auf genossenschaftlicher Basis für Abhilfe zu sorgen. Er schlug die Gründung einer Wohnungsbaugenossenschaft vor, deren Grundkapital aus geliehenem Geld Gräfelfinger Bürger bestehen sollte. Ihnen wurden für ihre Kredite 3 Prozent Zinsen und eine überschaubare Laufzeit von zwanzig Monaten vertraglich zugesichert. Diehl ging selbst von Tür zu Tür, um für die Genossenschaft zu werben. Das Ergebnis war, dass rund 500 Gräfelfinger Einwohner etwa 150.000 DM an Leihkapital aufbrachten, woraufhin die Kreissparkasse München eine erste Hypothek von 200.000 DM gewährte. Hinzu kam, dass die Gemeinde Gräfelfing Bauland im Erbbaurecht zur Verfügung stellte. Damit konnte noch im Juni 1949 die Grundsteinlegung für den ersten Bauabschnitt erfolgen. Bereits ein gutes halbes Jahr später waren vierzehn Häuser mit insgesamt 56 Wohnungen und einer Gesamtwohnfläche von knapp 3000 Quadratmeter fertiggestellt.
Für seine Verdienste als Bürgermeister erhielt Paul Diehl die Gräfelfinger Ehrenbürgerrechte. Auch wurde ihm zu Ehren eine bis dahin namenlose Grünanlage Paul-Diehl-Park benannt. Der Park liegt zwischen Pasing und Gräfelfing und ist Teil des Münchener Grünzugs Würm.

### Trickfilmer
Im Jahr 1928 begannen Paul Diehls Brüder Ferdinand und Hermann Diehl mit einer eigenen Filmproduktion. Das Gräfelfinger Maleratelier des 1926 verstorbenen Vaters wurde zum Trickfilmstudio umgebaut. Als Aufnahmegerät diente eine von ihrem früheren Arbeitgeber, der Emelka-Filmgesellschaft (1919–1932), erworbenen Ernemann-Kamera, die sie auf Einzelbildschaltung umbauten. Auch konstruierten sie einen speziellen Tricktisch, auf dem Scherenschnittfiguren durch Auflicht beleuchtet und per Legetrick bewegt wurden. Paul Diehl schloss sich ihnen an. Der erste Film aus der Gebrüder-Diehl-Filmproduktion entstand zwischen 1928 und 1930; er befasste sich als sogenannte Silhouetten-Animation mit dem Wilhelm-Hauff-Märchen Kalif Storch. Vorbild der Gebrüder war bei diesem Film die Werke der Scherenschnitt-Künstlerin Lotte Reiniger (1899–1981). Im Anschluss daran wandten sich die Gebrüder Diehl der Herstellung von Puppentrickfilmen zu, bei denen Paul Diehl vor allem als Drehbuchautor mitwirkte und, sofern es sich um Schulfilme handelte, die dazugehörigen pädagogischen Begleittexte verfasste. Der erste Film dieses Genres war der 1931 fertiggestellte Film Zwischpaduri der Strolch. Sowohl der Silhouetten- als auch der erste Puppentrickfilm wurden durch den Film-Kurier 1931 gewürdigt:

„In einem Vorort Münchens, zwischen Wiesen und Wäldern, haben drei Idealisten des Films ein mit ganz eigenartigen technischen Finessen ausgestattetes Filmatelier eingerichtet. Es sind drei Brüder: ein Maler, ein Filmtechniker und ein Gelehrter [Paul Diehl], die hier buchstäblich unter Ausschluß der Öffentlichkeit an der Schaffung von Märchenfilmen arbeiten. (…) Jetzt liegen zwei Werke dieses Ateliers fertig vor; zwei Märchen, denn diese Idealisten namens Diehl wollen dem deutschen Film ausschließlich Märchen liefern. Ein großer Zeichentrickfilm, Kalif Storch, hat eine ganz neue Wirkung dieser Filmgattung. Seine Bauten wirken plastisch und nicht flächig, wie sonst bei Märchenfilmen. (…) Ein zweiter Film fürs Beiprogramm ist fertig. Diesmal ein Puppenfilm von einer bezaubernden Grazie und Lebendigkeit der Bewegung, wie wir sie nur aus den Filmen Starewitchs kennen.“

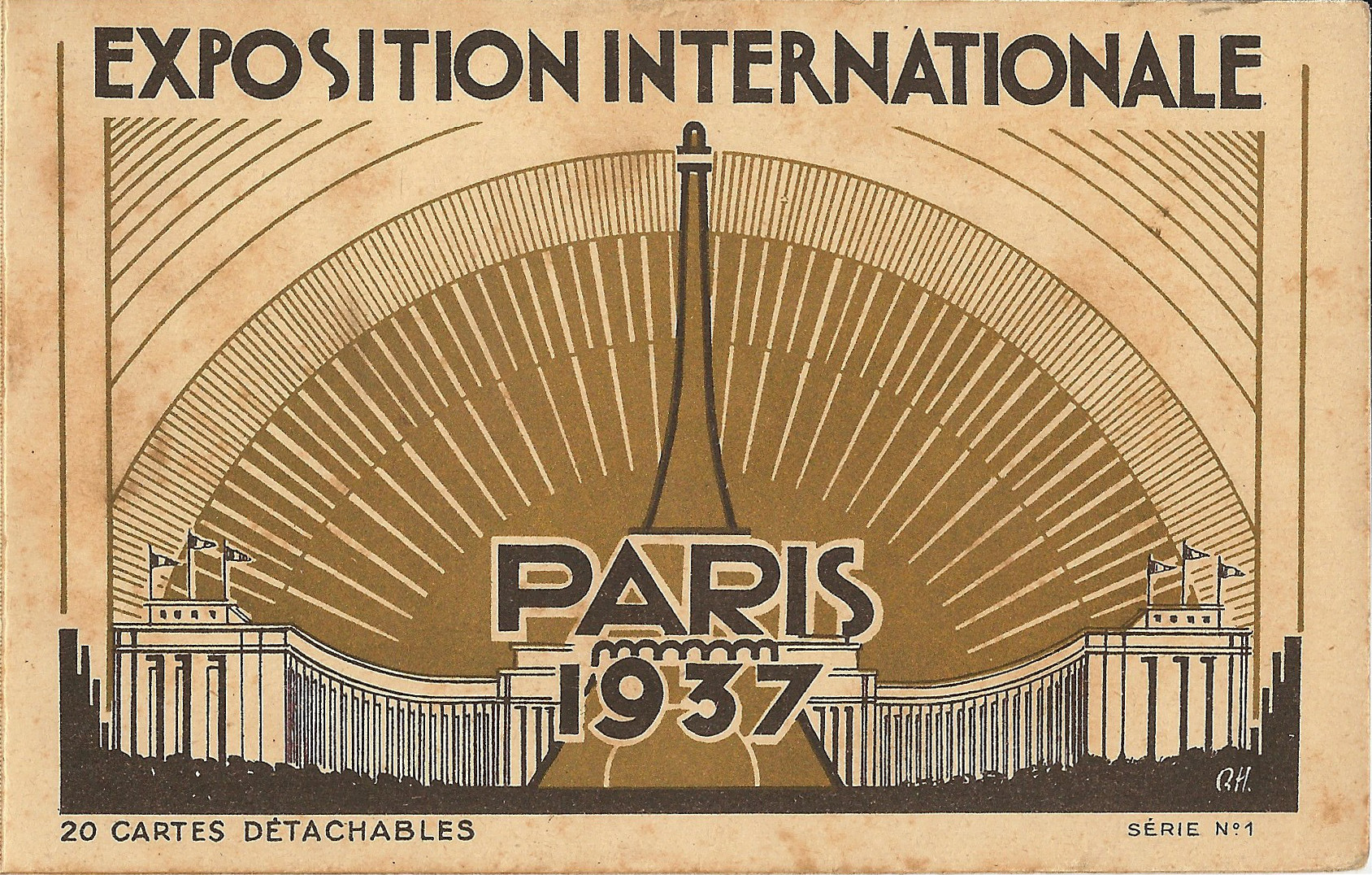
Pariser Weltausstellung 1937: Zwei Goldmedaillen für Produktionen der Gebrüder Diehl

Die Diehl-Brüder schufen zunächst Kurzfilme für das Vorprogramm der eigentlichen Kinofilme. Auch entstanden Werbefilme in ihrer Werkstatt. 1933 gründeten sie die Firma Gebrüder Diehl-Filmproduktion. Die in den Filmen verwendeten Figuren wurden von der nationalsozialistischen Filmkritik zwar als „volksfremd“ bezeichnet, die Reichsstelle für den Unterrichtsfilm (RfdU) beauftragte aber in den folgenden Jahren immer wieder die Firma Diehl, neue Schulfilme herzustellen. In diesem Zusammenhang entstanden viele durch Paul Diehl pädagogisch aufbereitete Märchenfilme, darunter die Grimm-Märchen Von einem, der auszog das Fürchten zu lernen (1935) sowie Tischlein, deck dich (1936). Für diese beiden Puppentrickfilme erhielten die Brüder Diehl anlässlich der Pariser Weltausstellung 1937 jeweils eine Goldmedaille.
Im Jahr 1937 entstand der vermutlich längste Film der Gräfelfinger Werkstatt. Es handelte sich dabei um die Verfilmung des Grimm-Märchens Die sieben Raben, für die Paul Diehl das Drehbuch schrieb und bei der Hermann sowie Ferdinand die Regie führten. Die Puppen des 55-minütigen Films entstanden nach Vorlagen des Zeichners Moritz von Schwind (1804–1871). Die Produktion erhielt in der Fachpresse überaus positive Kritiken, obwohl sie vom Publikum durchweg negativ beurteilt wurde.
Der bekannteste Trickfilm der Gebrüder Diehl trägt den Titel Der Wettlauf zwischen dem Hasen und dem Igel. Seine Grundlage ist ein mündlich tradiertes Märchen, das in gedruckter Form zum ersten Mal auf Plattdeutsch im Hannoverschen Volksblatt (April 1840) unter dem Titel Dat Wettlopen twischen den Hasen un den Swinegel up de lütje Heide bi Buxtehude erschienen war. Hermann Diehl schuf die Igel-Puppe und versah sie mit echtem Igelhaar; Ferdinand führte Regie und Paul schrieb den pädagogischen Begleittext. Die Figur des Igels machte als Mecki Geschichte. Die Lizenzeinnahmen für diese Igelfigur, die zum Beispiel in einer Bildergeschichte der Zeitschrift Hör Zu! Verwendung fand, bildeten über Jahrzehnte hinweg die finanzielle Grundlage der Firma Diehl. Zu den weiteren Diehl-Filmen, die in der Zeit bis 1945 entstanden, gehörten Wer will fleißige Handwerker sehen? (1939) sowie Max und Moritz (1940/41). Dass die Gräfelfinger Trickfilme nicht nur im Sinne der pädagogisch-didaktischen Beigaben Paul Diehls genutzt wurden, sondern auch als ein Mittel, Schulkindern mit der NS-Ideologie zu infiltrieren, geht aus Untersuchungen von Rolf Giesen und J. P. Storm hervor.
In den schwierigen Jahren der Nachkriegszeit verdienten die Gebrüder Diehl ihren Lebensunterhalt mit der HofBühne, einem Handpuppen-Wandertheater. Im November 1948 erhielten sie von der US-amerikanischen Besatzungsmacht die Filmlizenz, die ihnen einen Neustart in der Filmproduktion ermöglichte. Der letzte Film, an dem Paul Diehl – diesmal als Produzent – mitwirkte, war der 1949 produzierte Puppentrickfilm Immer wieder Glück, dessen Uraufführung 1950 erfolgte. Ende desselben Jahres eröffneten die Diehl-Brüder in der Gräfelfinger Steubstraße das Kino Lichtbühne, das in nur 18 Wochen Bauzeit seiner Bestimmung übergeben werden konnte. Sie betrieben allerdings das Kino nur kurze Zeit in eigener Regie. An der Stelle des damaligen Diehl-Kinos befindet sich nach einer im Jahr 1982 erfolgten Umgestaltung des gesamten Areals ein Kulturzentrum, in dem sich auch ein Kino befindet.
Ab 1950 stieg Paul Diehl aus der Gebrüder Diehl-Filmproduktion aus und konzentrierte sich hauptsächlich auf seine kommunalpolitische Arbeit. Die Gräfelfinger Filmproduktion lief noch bis 1970. Ihr Nachlass wird vom DFF – Deutsches Filminstitut & Filmmuseum in Frankfurt am Main verwaltet. Das Werk der drei Brüder wurde dort 1994/1995 mit einer Retrospektive unter dem Titel Mecki: Märchen & Schnurren, die Puppenfilme der Gebrüder Diehl gewürdigt.

### Lebensabend
Bis in seine letzten Lebenstage beschäftigte Paul Diehl die Frage einer grundsätzlichen Neuordnung des Wirtschafts- und Gesellschaftssystems. Das zeigt unter anderem das letzte von ihm verfasste Manuskript, das jedoch unvollendet blieb. Es trägt den Titel Aufstieg oder Untergang. Geldreform und Wirtschaftsverfassung als Schicksalsfrage der menschlichen Gesellschaft. Sein Freund Ernst Winkler überarbeitete und ergänzte den Text. Er erschien, erweitert durch ein Lebensbild und Auszügen aus früheren Schriften Paul Diehls, posthum 1980.
Paul Diehl verstarb wenige Tage vor seinem 90. Geburtstag. Er wurde auf dem Gräfelfinger Friedhof beigesetzt.

## Veröffentlichungen (Auswahl)
- Die Briefe des Bankdirektors Argentarius vom Gelde, beantwortet von seinem Sohn. Spectator-Verlag, Kaiserslautern 1927 (Diehl antwortet mit dieser Schrift auf Alfred Lansburghs Briefe eines Bankdirektors an seinen Sohn).
- Wohin führt uns der Nationalsozialismus? Rudolf-Zitzmann-Verlag, Lauf bei Nürnberg / Bern, Leipzig 1931.
- Deutschland ist tot, es lebe Deutschland. Freiheit-Verlag, Heidelberg 1947.
- Unserer Jugend eine freie Zukunft. Freiheit-Verlag, Heidelberg 1947.
- Planwirtschaft – die Sklaverei des 20. Jahrhunderts. Freiheit-Verlag, Heidelberg 1948.
- Der Weg zur Form. Kunstbegabung im Kindesalter (221 Bildern). Reinhardt-Verlag, München / Basel 1959.
- Grenzen der Malerei. Betrachtungen über die Kunst des 20. Jahrhunderts. Mit einem Anhang von Ernst Winkler: Paul Klee und die exakte Wissenschaft. Wancura-Verlag, Wien, Köln 1961.
- Kleine Geschichte Gräfelfings. Gräfelfing, um 1960.[34]
- Jenseits von Macht und Anarchie. Verlag des Seminars für Freiheitliche Ordnung. Sobernheim / Nahe 1965.
- Wahre Demokratie – ein Wunschtraum? (Sonderdruck aus der Zeitschrift Telos). Telos-Verlag, Berlin 1968.
- Macht oder Geist: Die Frage unserer Zeit. Telos-Verlag, Berlin 1970.
- Aufstieg oder Untergang: Geldreform und Wirtschaftsverfassung als Schicksalsfrage der menschlichen Gesellschaft (Hrsg. Ernst Winkler). Verlag des Seminars für freiheitliche Ordnung, Bad Boll, 1980 (Die posthum veröffentlichte Schrift wurde durch den Herausgeber überarbeitet und ergänzt. Sie enthält auch ein Lebensbild des Verfassers sowie ausführliche Literaturangaben).

## Filmografie

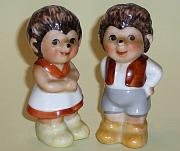
Mecki und Micki – Figuren, die auf einen Zeichentrickfilm der Gebrüder Diehl zurückgehen (hier als Salz- und Pfefferstreuer)

Bei folgenden Filmen, die allesamt innerhalb der Gebrüder-Diehl-Filmproduktion entstanden sind, wirkte Paul Diehl mit:
als Drehbuchautor
- 1933 Nautilus[35]
- 1934 Nachtasyl[36]
- 1934 Sträfling Nr. 3[37]
- 1934 Ski Heil[38]
- 1935 Die Bremer Stadtmusikanten[39]
- 1935 Von einem, der auszog das Gruseln zu lernen[40]
- 1935 Die Macht der Liebe[41]
- 1936/37 Sterntaler[42]
- 1937 Die sieben Raben
- 1938/39 Der Wettlauf zwischen dem Hasen und dem Igel – Diesem Puppentrickfilm entstammt die Figur des Mecki.
- 1938/39 Fantasien am Schreibtisch[43]
- 1939 Wer will fleißige Handwerker sehen?
- 1939 Die Stadtmaus und die Feldmaus[44]
- 1939/40 Der gestiefelte Kater[45]
- 1940/41 Max und Moritz (Unter dem Titel Spuk mit Max und Moritz erschien eine vertonte Ausgabe dieses Puppentrickfilms im Jahr 1951.)[46]
- 1943/44 Die Wichtelmänner[47]
- 1950 Kalif Storch

als Produzent
- 1949 Immer wieder Glück (mit Ferdinand Diehl)[48]

als Regisseur
- 1939/1950 Märchen und Schnurren